# Nationalisme andalou
 (février 2018).
Si vous disposez d'ouvrages ou d'articles de référence ou si vous connaissez des sites web de qualité traitant du thème abordé ici, merci de compléter l'article en donnant les références utiles à sa vérifiabilité et en les liant à la section « Notes et références ».

Les couleurs de la communauté autonome d'Andalousie, depuis l'année cruciale et la prise du royaume de Grenade.

Drapeau de la nation andalouse.

Le nationalisme andalou est un mouvement politique et social qui défend la reconnaissance de l’Andalousie comme nation au niveau européen.

## Histoire

### Blas Infante
Blas Infante Pérez de Vargas (1885-1936) est un homme politique, idéologue et écrivain andalou, qui est considéré comme le principal soutien du nationalisme andalou.

### Évolution récente
Avec le vote fin 2006 à 90 % en faveur d'un statut d'autonomie élargie (assorti de plus d'un fort taux d'abstention tant le résultat était acquis), il semble que la forme de délégation prise par l'État espagnol pour déléguer les pouvoirs au travers du régionalisme (au sens des autonomies espagnoles) convienne aux Andalous.
Lors des élections générales de 2004, le Parti andalou a obtenu 4,06 % des voix en Andalousie, franchissant la barre des 5 % dans les provinces de Cadiz et Huelva, et le Parti socialiste a obtenu quant à lui 0,52 % des voix.
Concorde qui est moins généralisée pour les Catalans et les Basques, qui chacun parlent encore d'indépendance et de nations qui leur soit propre, au-delà de l'obtention des statuts d'autonomie élargie.

## Partis politiques
Le principal parti politique représentant le nationalisme andalou a longtemps été le Parti andalou (Partido Andalucista) (PA), qui a été représenté au Parlement andalou entre 1982 et 2008, avant de se dissoudre en 2015.
Les autres formations politiques andalouses comprennent notamment le Parti socialiste andalou (PSA), dissous en 2011 et d’autres encore plus minoritaires comme Nation andalouse (NA), Gauche andalouse (IA), l'Assemblée nationale andalouse (ANA), Convergence andalouse ou Libération andalouse. On peut considérer également le mouvement de jeunesse Jaleo comme appuyant ce nationalisme.